# Remade in Misery
Remade in Misery es el séptimo álbum de estudio de la banda estadounidense de metalcore Memphis May Fire. Fue lanzado el 3 de junio de 2022 a través de Rise Records y fue producido por Kellen McGregor, el guitarrista de la banda. El álbum fue lanzado cuatro años después del sexto álbum de estudio Broken (2018), su intervalo más largo entre álbumes y marca un regreso a su sonido metalcore y post-hardcore.

## Antecedentes y promoción
A principios de 2020, el líder Matty Mullins declaró que había comenzado a trabajar en la nueva música de Memphis May Fire, así como en su material en solitario, y que marcaría un regreso a sus raíces más pesadas. El 3 de junio de 2021, la banda lanzó un nuevo sencillo titulado "Blood & Water" que confirmó el regreso a su sonido anterior y más pesado.
A finales de 2021 y principios de 2022, la banda lanzó más sencillos; "Death Inside", "Bleed Me Dry", "Somebody", "Left for Dead", y "The American Dream". El 18 de febrero de 2022, la banda lanzó otro sencillo titulado "Make Believe" y al mismo tiempo anunció el álbum junto con la lista de canciones, la portada y la fecha de lanzamiento. El 1 de abril de 2022, la banda lanzó otro sencillo titulado "Only Human" con AJ Channer de Fire from the Gods.
El último sencillo previo al lanzamiento del álbum, "Your Turn", se lanzó el 6 de mayo de 2022. El vocalista Matty Mullins comentó sobre la canción:

"'Your Turn' es nuestro noveno y último sencillo antes de que el álbum salga completo. Ha sido un viaje muy salvaje y gratificante lanzar música de una manera tan no tradicional, especialmente porque incluso hasta ahora, todavía estamos ¡Estoy muy entusiasmado con todas y cada una de las canciones! Estamos encantados de compartir que donaremos el 100 % de las ganancias de la camiseta 'Your Turn' en nuestra tienda de productos a Food for the Hungry, cuya misión es acabar con todas las formas de humanidad. pobreza proporcionando programas de desarrollo que cambian vidas, ayuda en casos de desastre y defensa. Nuestra donación se asignará específicamente a sus esfuerzos de ayuda a los afectados por la guerra en Ucrania".

## Lista de canciones
Todas las letras escritas por Memphis May Fire, toda la música compuesta por Memphis May Fire. 
| N.º | Título                                              | Duración |  |
| 1.  | «Blood & Water»                                     | 3:50     |  |
| 2.  | «Bleed Me Dry»                                      | 3:22     |  |
| 3.  | «Somebody»                                          | 3:20     |  |
| 4.  | «Death Inside»                                      | 3:06     |  |
| 5.  | «The American Dream»                                | 3:30     |  |
| 6.  | «Your Turn»                                         | 3:21     |  |
| 7.  | «Make Believe»                                      | 3:49     |  |
| 8.  | «Misery»                                            | 3:12     |  |
| 9.  | «Left for Dead»                                     | 3:05     |  |
| 10. | «Only Human» (con AJ Channer de Fire from the Gods) | 3:02     |  |
| 11. | «The Fight Within»                                  | 3:54     |  |

## Personal
Memphis May Fire
- Matty Mullins – voz principal, composición
- Kellen McGregor – guitarras, coros, teclados, programación, producción, composición
- Cory Elder – bajo
- Jake Garland – batería

Músicos adicionales
- AJ Channer: voz (pista 10).